# 格奥尔根斯格明德
格奥尔根斯格明德是德国巴伐利亚州的一个市镇。总面积46.94平方公里，总人口6640人，其中男性3298人，女性3342人（2011年12月31日），人口密度141人/平方公里。